# Pygophora keiseri
Pygophora keiseri är en tvåvingeart som beskrevs av Crosskey 1962. Pygophora keiseri ingår i släktet Pygophora och familjen husflugor. Inga underarter finns listade i Catalogue of Life.